# 박민선
박민선(한국 한자: 朴玟宣, 1991년 4월 4일 ~ )은 대한민국의 축구 선수이며, 포지션은 골키퍼이다.